# Gary Go (album)
Gary Go è l'album di debutto del cantante Gary Go. Pubblicato il 26 maggio 2009, l'album contiene 11 tracce, ed è stato anticipato dal singolo Wonderful, pubblicato il 23 febbraio.

## Tracce
1. Open Arms (4:59)
2. So So (4:20)
3. Engines (3:55)
4. Wonderful (5:10)
5. Life Gets In The Way (4:05)
6. Brooklyn (3:35)
7. Refuse To Lose (4:03)
8. Honest (4:28)
9. Heart And Soul(3:54)
10. Speak (5:01)
11. Colour My Black And White Days (3:32)

## Formazione
- Gary Go - voce, tastiera, percussioni, sintetizzatore
- John Shannon - chitarra acustica, cori, chitarra elettrica
- Martin Valihora - batteria, percussioni
- Doug Wiwbish - basso
- Andreas E. Larsen - chitarra acustica addizionale, chitarra elettrica
- Catalyst - basso
- Lisa Fischer - cori

## Singoli estratti
1. Wonderful (pubblicato il 23 febbraio 2009)
2. Open Arms (pubblicato il 18 maggio 2009)
3. Engines (2009)